# Beata (Pian Camuno)
Beata is een plaats (frazione) in de Italiaanse gemeente Pian Camuno.